# أماندو مورينو
أماندو مورينو (بالإنجليزية: Amando Moreno؛ بالإسبانية: Amando Moreno) هو لاعب كرة قدم سلفادوري وأمريكي في مركزي الوسط والهجوم، ولد في 10 سبتمبر 1995 في بيرث أمبوي في الولايات المتحدة. شارك مع منتخب الولايات المتحدة تحت 18 سنة لكرة القدم ومنتخب الولايات المتحدة تحت 20 سنة لكرة القدم. أما مع النوادي، فقد لعب مع شيكاغو فاير ونادي تيخوانا ونيو مكسيكو يونايتد ونيو يورك ريد بولز 2 ونيويورك ريد بولز.

## وصلات خارجية
- أماندو مورينو على موقع الدوري الأمريكي (الإنجليزية)
- أماندو مورينو على موقع قاعدة بيانات كرة القدم.إي يو (الإنجليزية)
- أماندو مورينو على موقع ناشيونال فوتبول تيمز (الإنجليزية)
- أماندو مورينو على موقع Soccerway.com (الإنجليزية)
- أماندو مورينو على موقع عالم كرة القدم.نت (الإنجليزية)